# تشهل سواران (فين)
تشهل سواران (بالفارسية: چهل سواران) هي قرية تقع في إيران في قسم فين الريفي.